# Пилотирана орбитална лаборатория
| ПРОГРАМА MOL     |                 |  |
|                  |                 |  |
| Описание         |                 |  |
| Име              | MOL             |  |
| Продължителност  | 1963 – 1970     |  |
| Националност     | САЩ             |  |
| Изпълнител       | USAF            |  |
| Производител     | Дъглас Еъркрафт |  |
| Статус           | отменена        |  |
| Технически данни |                 |  |
| Екипаж           | 2               |  |
| Дължина          | 21,92 m         |  |
| Диаметър         | 3,05 m          |  |
| Маса             | 14 476 kg       |  |
| Полезен товар    | 2700 kg         |  |
| Обем             | 11,3 m3         |  |
| Обитаема         | 40 денонощия    |  |

Пилотирана орбитална лаборатория (на английски: Manned Orbiting Laboratory или съкр. MOL) – американска орбитална станция, част от програма за пилотирани космически полети на Министерство на отбраната на САЩ и USAF.

## История
През 1960 г. USAF решават да се разграничат от НАСА и да започнат разработването на собствени космически програми. Първата стъпка е вече направена още през 1957 г. Тогава USAF предлагат модифицирана версия на ракетоплана X-15, с който да бъдат осъществени орбитални космически полети. Новия ракетоплан наречен Х-15 В представлява удължена версия на X-15 и трябва да бъде изведен на околоземна орбита от модифицирана междуконтинентална балистична ракета SM-64 Навахо. През 1959 г. като втори етап в развитието на Програмата X-15 е конструиран по-съвършен орбитален апарат тип „глидер“, наречен X-20 Dyna-Soar. През 1963 г. започва разработването на Пилотирана орбитална лаборатория, проектирана основно за разузнавателно фотографиране и управлявана от двучленен екипаж.

## Характеристики
Орбиталната станция се състои от Agena с екипировка монтирана в горивните и резервоари. Станцията трябва да бъде изведена на околоземна орбита от ракета-носител Титан 3. Екипажът ще я последва с модифициран космически кораб Джемини, нар. Джемини – В. Той е с отвор в топлинния щит, на дъното на капсулата, който ще служи за преминаване на астронавтите от кораба в станцията и обратно. През 1965 г. е конструирана уникална оптична система KH-10, позволяваща фотографиране от космоса на огромни площи от земната повърхност с изключителна резолюция и независимо от атмосферните условия. Бордова радиолокационна станция осигурява насочването на разузнавателната техника. За получаване на електроенергия се използват горивни клетки и соларни панели. Освен разузнавателна дейност е предвидена и възможността за унищожаване на сателити на вероятния противник. Продължителността на мисията е 40 денонощия. Разчетени са космически разходки с автономно придвижване. За целта е конструирана специална маневрена единица (на английски: USAF Astronaut Maneuvering Unit или съкр. AMU).

## Астронавти
За осъществяване на военни разузнавателни орбитални полети, USAF извършват три селекции на астронавти. Обучението и тренировките са много натоварени. Провеждат се в експерименталната авиобаза Едуардс, Калифорния. Трите групи са популярни в САЩ с прозвището „секретните астронавти“ (на английски: The Secret Astronauts).

### Група USAF MOL-1
Първата селекция на USAF се провежда на 12 ноември 1965 г. В първата група попадат осем пилоти – шестима от USAF и двама от USN. Това са:
- Майкъл Адамс
- Ричард Трули
- Албърт Крюз
- Джон Финли
- Ричард Лойър
- Лачлан Маклей
- Франсис Нюбек
- Джеймс Тейлър

### Група USAF MOL-2
Втората селекция на USAF се провежда на 17 юни 1966 г. Обучението и тренировките започват веднага. Във втората група попадат пилотите:
- Керъл Бобко
- Робърт Крипън
- Робърт Овърмайер
- Чарлс Фулъртън
- Хенри Хартсфийлд

Трима от тях са от USAF, а по един представител имат USN и USMC.

### Група USAF MOL-3
Третата селекция на USAF се провежда на 30 юни 1967 г. В трета група влизат само пилоти от USAF. Това са:
- Джеймс Абрахамсън
- Робърт Хирис
- Робърт Лоурънс
- Доналд Питърсън

След прекратяване на работите по Програмата MOL през 1969 г. част от подготвените пилоти са реселектирани от НАСА в нейната Група NASA-7. На 14 август 1969 г. в нея попадат Керъл Бобко, Робърт Крипън, Робърт Овърмайер, Доналд Питърсън, Ричард Трули, Чарлс Фулъртън и Хенри Хартсфийлд.

## Полети
Първият и единствен безпилотен суборбитален космически полет по програмата е осъществен на 3 ноември 1966 г. в 13:50:42 UTC. Ракетата – носител Титан IIIC и космическия кораб Джемини 2 извършват 33-минутен полет. За капсулата Джемини 2 това е втори изпитателен полет след първия на 19 януари 1965 г. Изстрелването е осъществено от космодрума на НАСА Джон Ф. Кенеди в Кейп Канаверъл, Флорида. По-нататък Програмата MOL се движи по следния график:
- 1 декември 1970 г. – непилотиран орбитален полет на комплекса Титан 3М/Джемини – В;
- 1 юни 1971 г. – втори непилотиран орбитален полет на комплекса Титан 3М/Джемини – В;
- 1 февруари 1972 г. – първи пилотиран полет с екипаж Албърт Крюз и Джеймс Тейлър;
- 1 ноември 1972 г. – втори пилотиран полет;
- 1 август 1973 г. – трети пилотиран полет;
- 1 май 1974 г. – четвърти пилотиран полет с екипаж от USN Ричард Трули и Робърт Крипън;
- 1 февруари 1975 г. – Последна пета мисия по Програмата MOL.

Екипажите за втората, третата и последната мисия по Програмата MOL не са определени от USAF, защото програмата е прекратена. По регламент USN получават една мисия по избор (без първата) с изцяло техен екипаж. Така че флотът избира четвъртата мисия и утвърждава участниците в нея. Всички планирани стартове от 1970 г. насетне трябва да се осъществят от авиобазата Ванденберг в Калифорния.

## Край на програмата
НАСА вижда в проекта Пилотирана орбитална лаборатория конкуренция и започва проучвания на собствени проекти за орбитални станции. Освен това поради ограничени ресурси, USAF започват да изостават от графика на програмата. Военните действия във Виетнам поглъщат огромни средства и военновъздушните сили не са в състояние да развиват програмата. През 1969 г. всички мероприятия са спрени, след като за четири години са похарчени около 3 млрд. долара. През 1970 г. Програмата MOL е прекратена от Президента на САЩ Ричард Никсън. Неговите мотиви са забавянето на разработките и двойно надхвърления бюджет. Според американската администрация проектът е морално остарял и шпионски спътници без екипаж могат да вършат същата работа на много по-ниска цена. Действително в средата на 70-те години уникалното оптично устройство KH-10 е монтирано на шпионски сателит от ново поколение KH-11 Kennan и показва удивителни резултати. Интерес представлява и фактът, че малко по-късно в СССР също е разработена разузнавателна орбитална станция Алмаз, но през 1977 г. проектът е закрит като безперспективен. Програмата MOL е последния сериозен опит на USAF да се пребори със зависимостта си от НАСА и да развива собствени пилотирани космически програми за своите цели.

## Галерия
- Концепцията на MOL през 1960 г.
- КК Джемини – В, предвиден за Програмата MOL.
- Скафандър на MOL – астронавтите.
- Логото на USAF върху капсулата Джемини – В.